# Tetragnatha mandibulata
Tetragnatha mandibulata là một loài nhện trong họ Tetragnathidae.
Loài này thuộc chi Tetragnatha. Tetragnatha mandibulata được miêu tả năm 1842 bởi Walckenaer.

## Hình ảnh

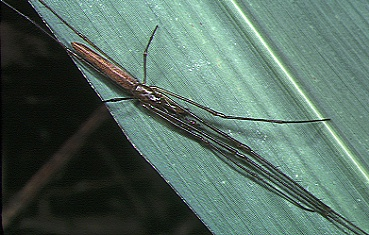
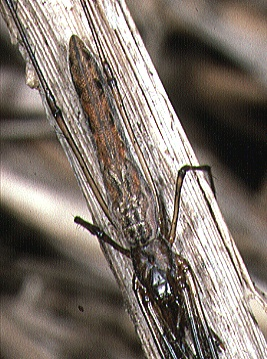
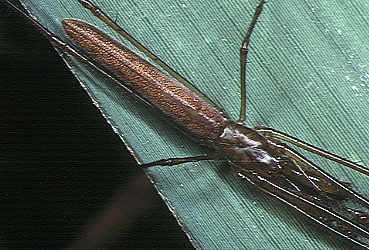